# Potentilla darvazica
Potentilla darvazica är en rosväxtart som beskrevs av Sergei Vasilievich Juzepczuk. Potentilla darvazica ingår i Fingerörtssläktet som ingår i familjen rosväxter. Inga underarter finns listade i Catalogue of Life.